# Begraafplaats van Quend
De Begraafplaats van Quend is een gemeentelijke begraafplaats gelegen in het Franse dorp Quend (departement Somme). De begraafplaats ligt aan de Rue de Donvoye op 350 m ten noorden van de dorpskerk (Église Saint-Vaast).

## Britse oorlogsgraven
Op de begraafplaats ligt het graf van de Canadese vliegtuigmecanicien A.E. Watkinson. Hij sneuvelde op 17 mei 1918.
Ook de Britse piloot Jack Junior Ringer ligt hier begraven. Hij sneuvelde op 9 augustus 1944.
De graven worden onderhouden door de Commonwealth War Graves Commission en zijn daar geregistreerd als Quend Communal Cemetery.